# Siwalan (Sawahan)
Siwalan is een bestuurslaag in het regentschap Nganjuk van de provincie Oost-Java, Indonesië. Siwalan telt 1473 inwoners (volkstelling 2010).